# 오클랜드 유나이티드 FC
오클랜드 유나이티드 FC(Auckland United Football Club)는 뉴질랜드 마운트 로스킬을 연고로 하는 아마추어 축구단이다.
2020년 오네헝가 스포츠와 쓰리 킹스 유나이티드의 합병으로 결성된 오클랜드 유나이티드는 현재 뉴질랜드 내셔널 리그 와 뉴질랜드 여자 내셔널 리그 의 3개 예선 리그 중 하나인 노던 리그에 참가하고 있다.
이 구단은 또한 각각 남자와 여자를 위한 뉴질랜드 최고의 녹아웃 토너먼트인 채텀 컵과 케이트 셰퍼드 컵에 참가한다. 두 팀 모두 2021 채텀 컵 과 2021 케이트 셰퍼드 컵 에서 예선과 1라운드, 그리고 다른 랭킹 팀과 함께 부전승을 거두었다. 남자 팀은 케임브리지를 9-0으로 이겼을 때 채텀 컵에서 첫 승리를 거두었고, 여자 팀도 케이트 셰퍼드 컵에서 파파모아 FC를 상대로 첫 경기를 9-0으로 이겼다.

## 역대 감독
- 미야자와 히로시(2020 ~ 2021)